# Museo Nacional de Zúrich
El Museo Nacional de Zúrich (en alemán Landesmuseum Zürich, anteriormente denominado Museo Nacional Suizo) es un museo en la ciudad suiza de Zúrich.
Tres museos, el Museo Nacional de Zúrich, el Castillo de Prangins y el Foro de Historia Suiza de Schwyz, así como el centro de colecciones en Affoltern am Albis, están unidos bajo el paraguas del Museo Nacional de Suiza.

## Historia
El Museo Nacional de Zúrich se encuentra en el corazón de Zúrich, frente a la estación central. El popular museo de historia cultural, con su extraordinaria arquitectura del siglo XIX, ha sido designado como un monumento histórico de importancia nacional.
El museo se construyó bajo la dirección del arquitecto Gustav Gull, un estudiante de Gottfried Semper. Fue inaugurado oficialmente en 1898. Gull se basó en varios elementos arquitectónicos históricos de la Baja Edad Media y la Edad Moderna, combinándolos para crear un todo único. El diseño incluyó salas históricas, interiores originales completos, techos de madera y otros elementos estructurales. Estos siguen caracterizando la atmósfera del museo a día de hoy.
El 1 de agosto de 2009, después de una amplia renovación, se abrieron dos nuevas exposiciones permanentes, en el salón de estilo neogótico, el llamado Salón de la Fama, y en las habitaciones interconectadas «Historia de Suiza» y «Galería de colecciones».
Como un moderno museo de historia cultural, el Museo Nacional presenta la historia de Suiza desde los primeros tiempos hasta la actualidad. Exhibiciones especiales sobre temas de actualidad añaden a esta una gran cantidad de información. Con eventos especiales y visitas guiadas, el museo ofrece una plataforma cultural de la historia de Suiza y facilita un diálogo con la sociedad.

## Galería de imágenes

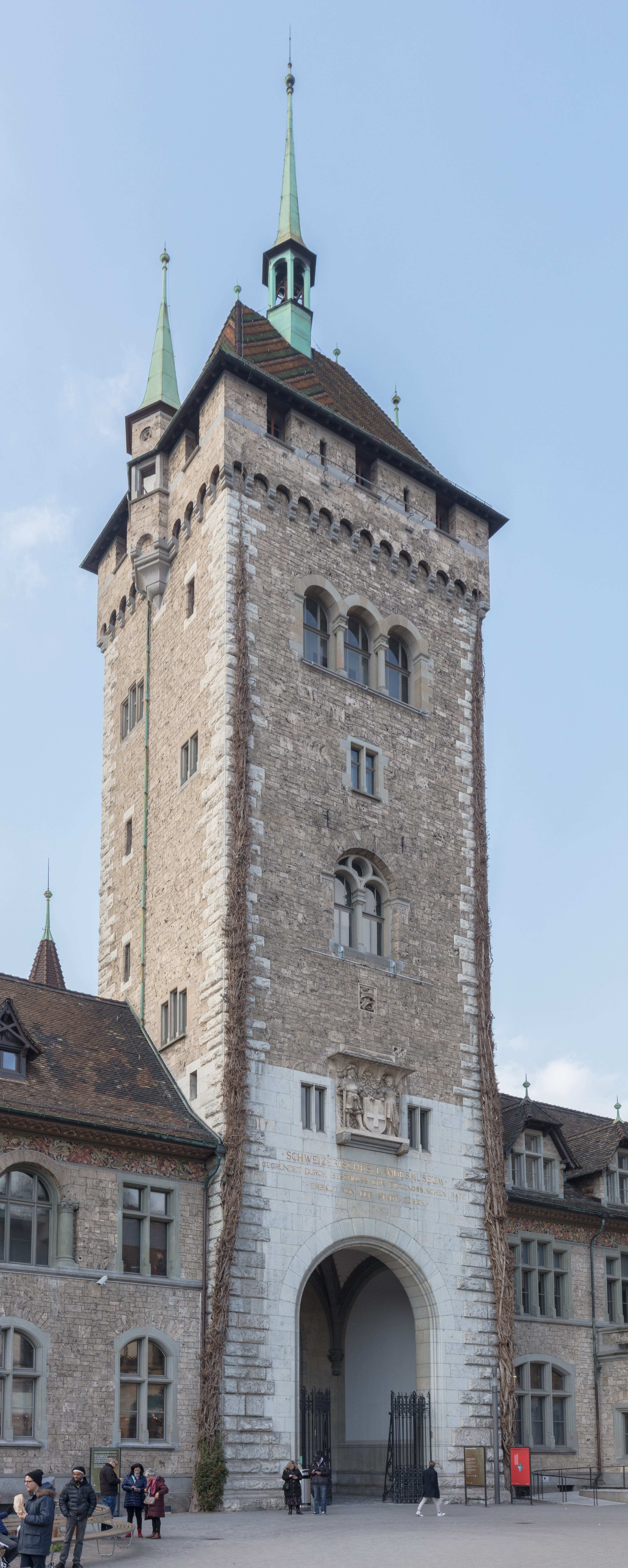
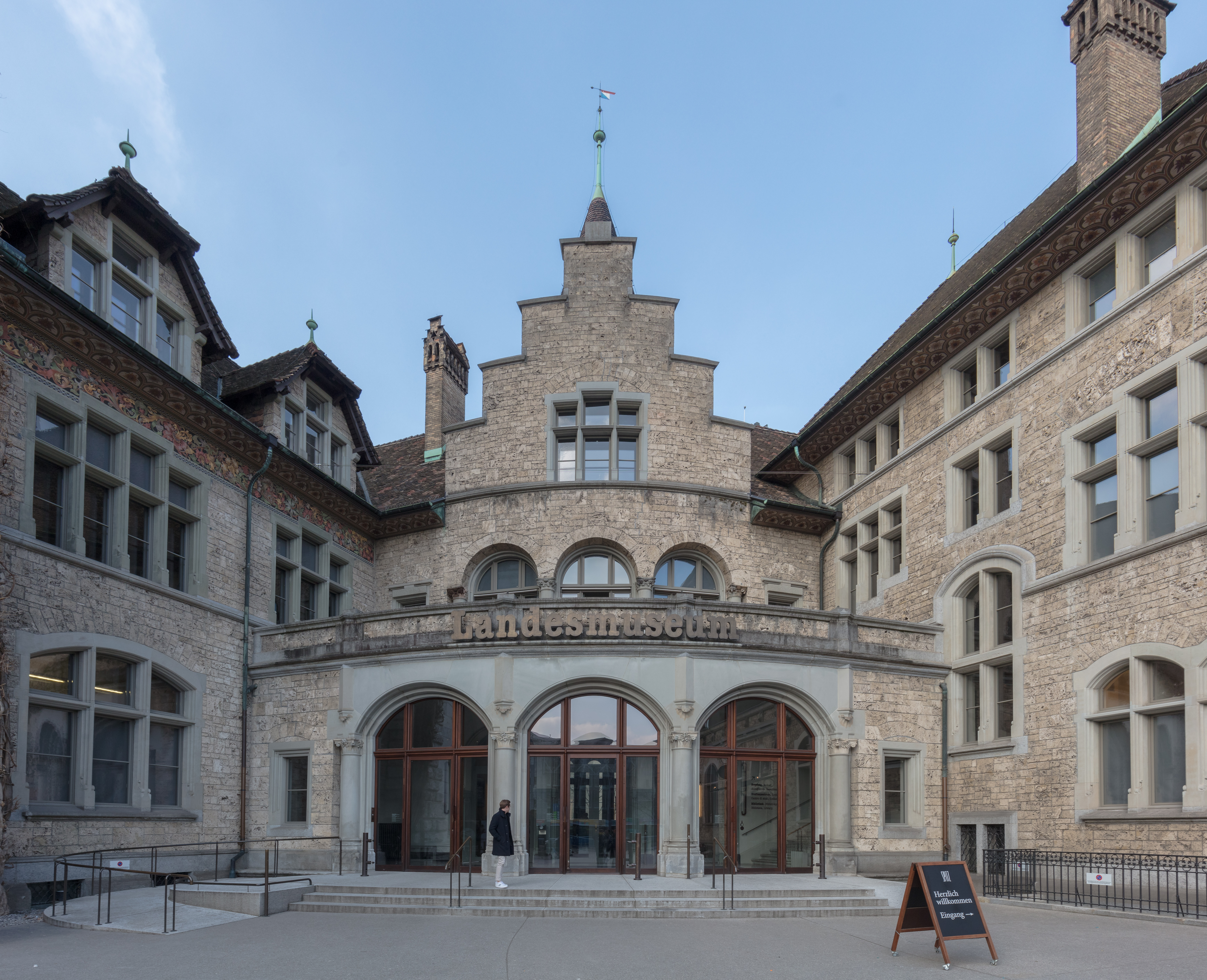
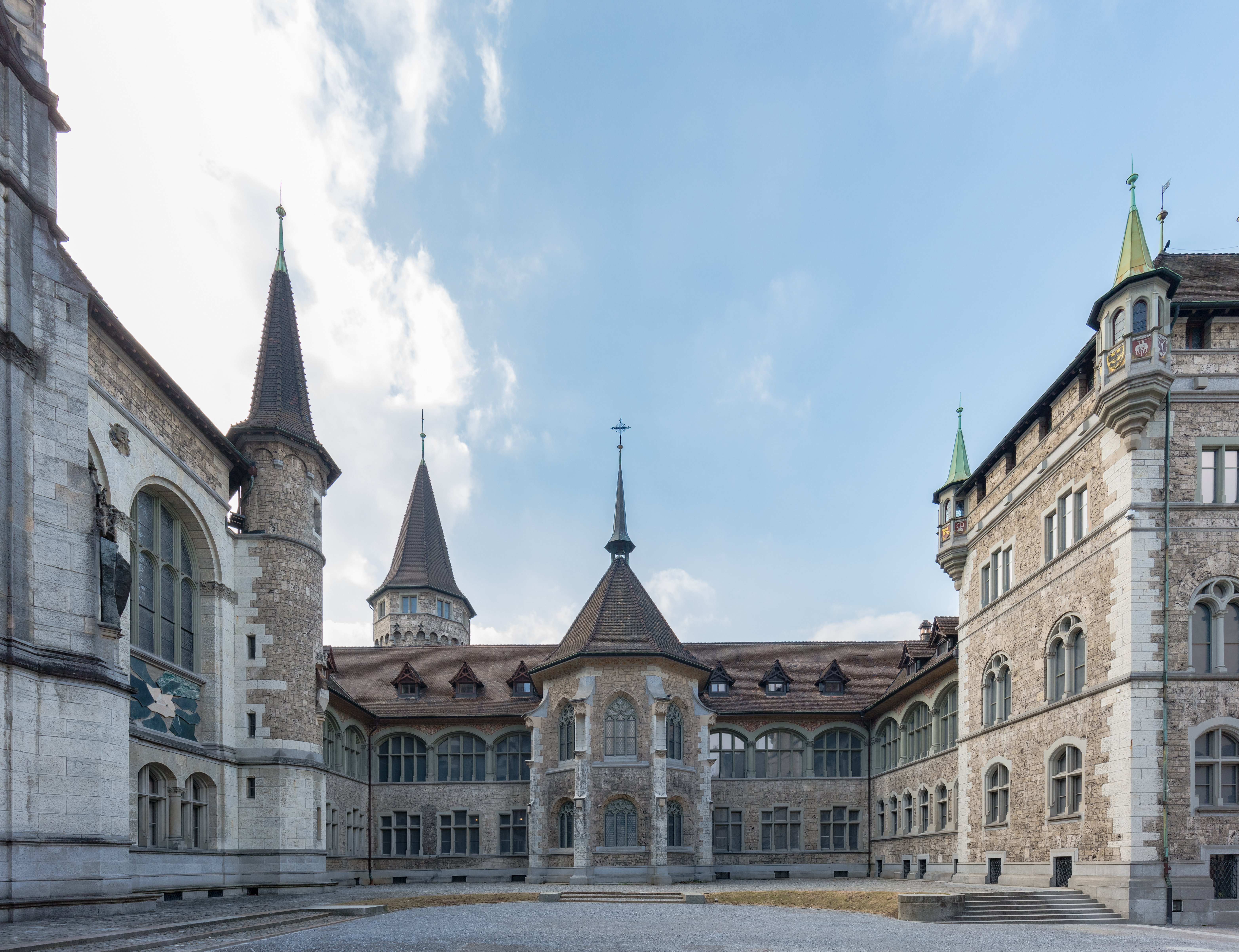
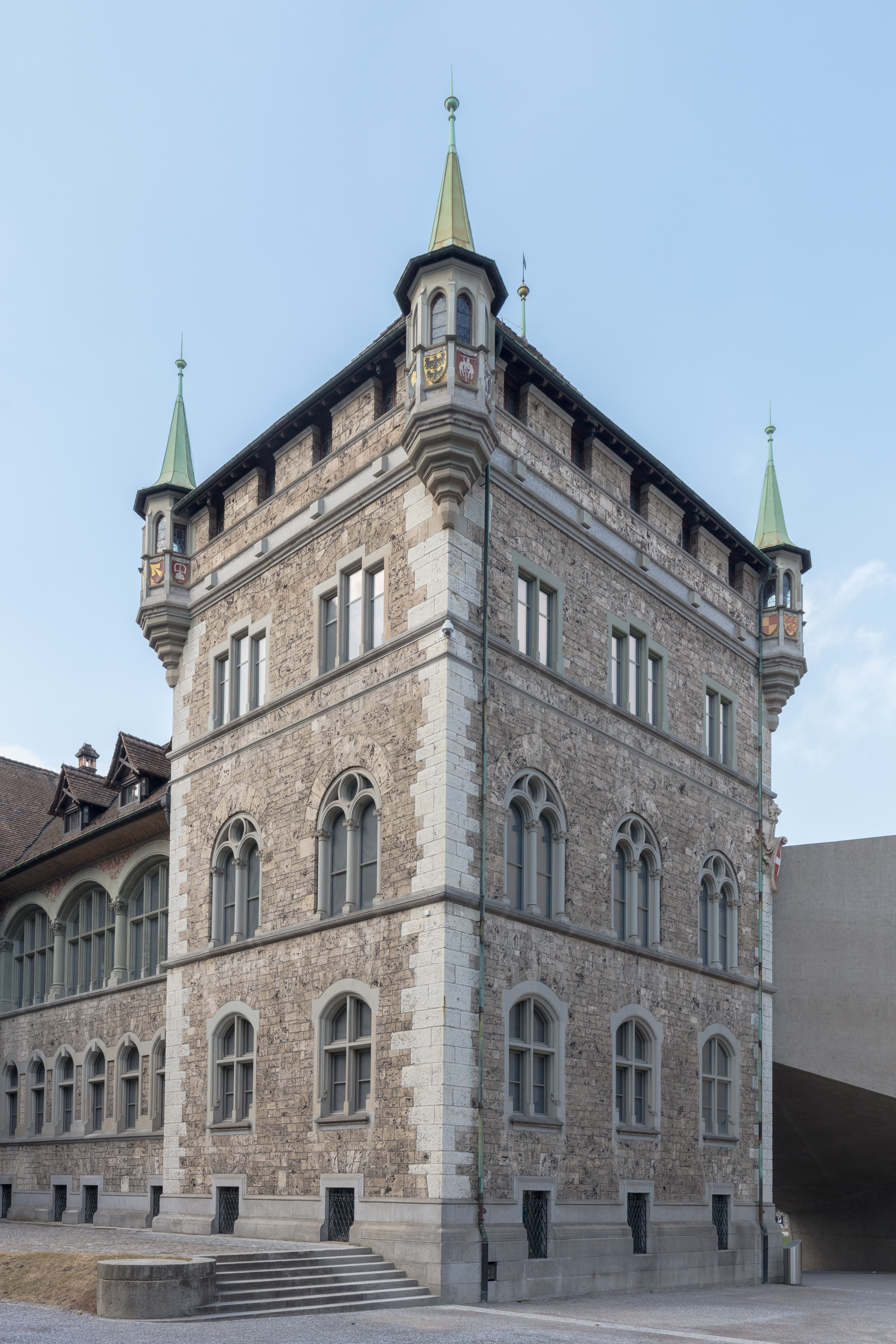
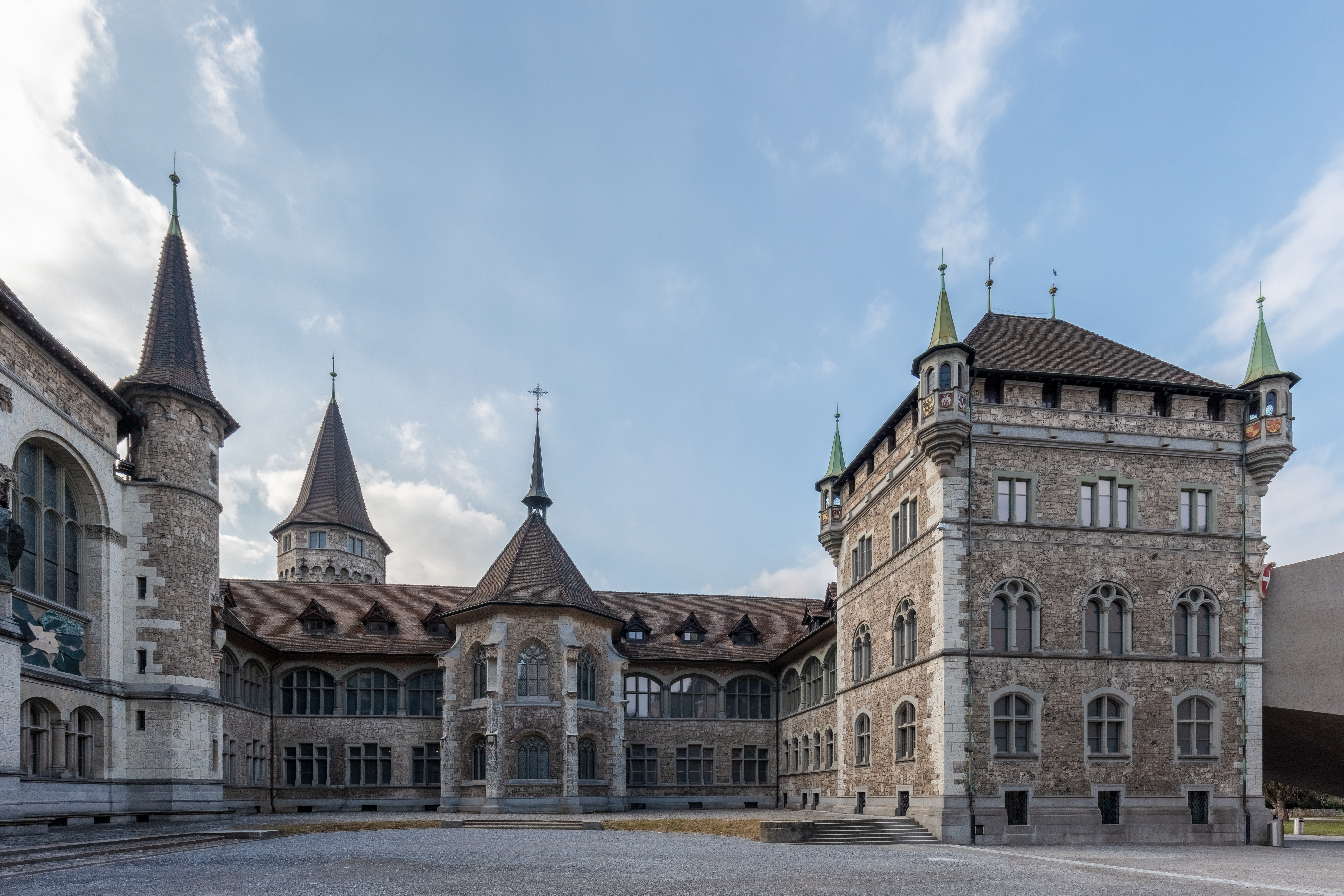
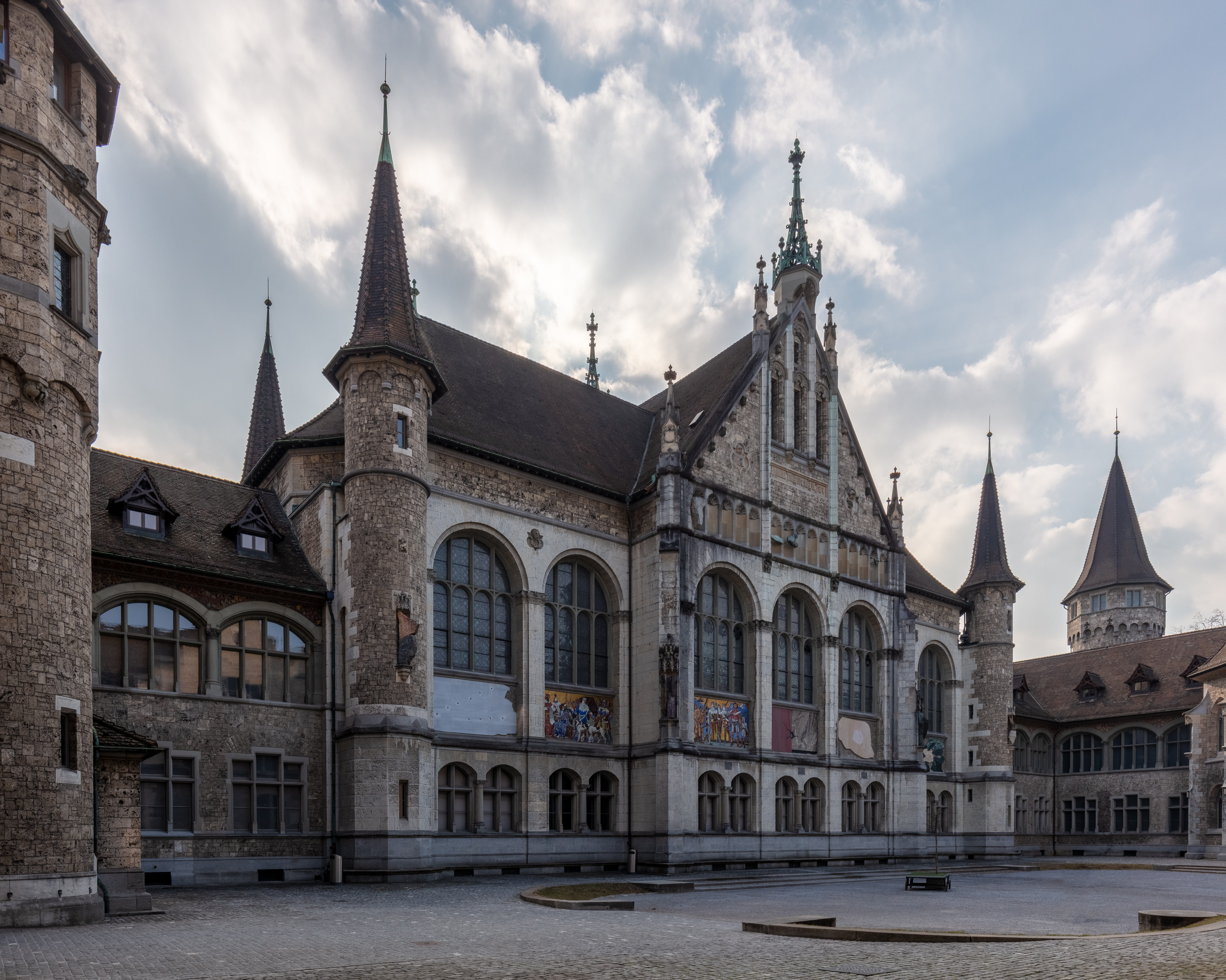